# كتانية بيضاء الجبهة
الكتانية بيضاء الجبهة (باللاتينية: Linaria albifrons) نوع نباتي يتبع جنس الكتانية من الفصيلة الحملية من رتبة الشفويات.

## الموئل والانتشار
تنتشر في بلاد الشام وسيناء ومصر والمغرب العربي وقبرص.

## مرادفات للاسم العلمي
- (باللاتينية: Antirrhinum albifrons Sm.)